# Philippe Ier de Croÿ-Chimay
Pour les articles homonymes, voir Philippe de Croÿ.
Philippe Ier de Croÿ, comte de Chimay, seigneur de Quiévrain et de Sempy, né en novembre 1436 et mort le 18 septembre 1482 à Bruges en Belgique. Issu d'une vieille famille de la noblesse française originaire de Bourgogne, Philippe Ier Croÿ est un membre influent de la cour bourguignonne à la fin du XVe siècle. Grand bailli de Hainaut et gouverneur de Hollande, il est fait prisonnier à la bataille de Nancy (1477). Il est fait chevalier de l'Ordre de la Toison d'or à Valenciennes en 1473 (n°76).

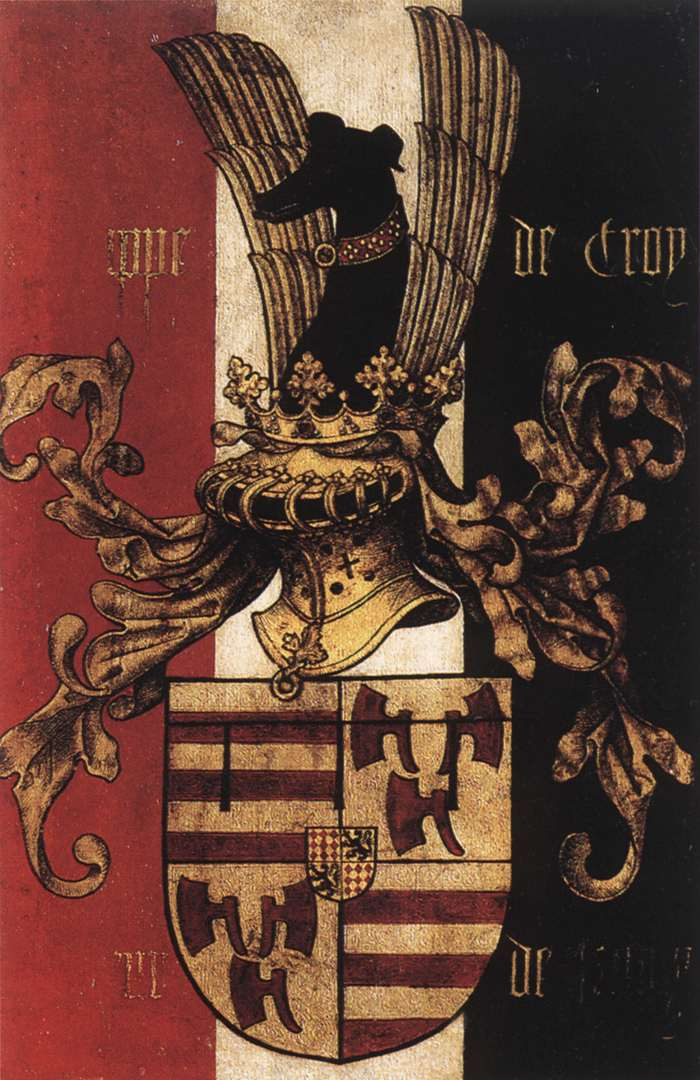
Armes de Philippe Ier, détail d'un diptyque de Rogier van der Weyden (vers 1460).

Il ne doit pas être confondu avec son cousin du même nom, Philippe Ier de Croÿ, comte de Porcéan (1435-1511), qui occupait également une place importante à la cour de Bourgogne.

## Descendance
Philippe se marie en 1453 avec Walburge de Moers-Saarwerden. De cette union sont issus :
- Antoine de Croÿ-Chimay, seigneur de Sempy - gouverneur du Quesnoy (mort en 1546), marié à Louise de Luxembourg (morte en 1518)
- Charles Ier de Croÿ, comte de Chimay (1455-1527), marié en 1495 à Louise d'Albret, sœur du roi Jean III de Navarre
- Françoise de Croÿ-Chimay mariée à Antoine de Luxembourg, comte de Charny (mort en 1519)
- Catherine de Croÿ-Chimay mariée à Robert II de La Marck (mort en 1536)
- Marguerite de Croÿ-Chimay (morte en 1514), mariée vers 1501 à Jakob, Comte de Hornes (vers 1480 - 1531)

### Sources et bibliographie
- (de) Cet article est partiellement ou en totalité issu de l’article de Wikipédia en allemand intitulé « Philippe I. de Croÿ, comte de Chimay » (voir la liste des auteurs).
- Amable-Guillaume-Prosper Brugière, baron de Barante, Histoire des ducs de Bourgogne de la Maison de Valois, 1364-1477, Volume 2, Société typographique belge, 1838
- Werner Paravicini: Montée, crise, réorientation. Pour une histoire de la famille de Croy au XVe siècle, in: Revue belge de philologie et d'histoire 98 (2020), 2, p. 149-355 (avec tableau généalogique).